# Pablo Pozo
Pablo Antonio Pozo Quinteros (Santiago del Cile, 27 marzo 1973) è un arbitro di calcio cileno.

## Carriera
Internazionale dal 2003 ha diretto in vari tornei della FIFA, e più precisamente:
- nell'agosto 2008 arbitra in occasione del torneo calcistico di Pechino 2008, dove gli viene assegnata anche la semifinale Nigeria-Belgio;
- nel dicembre 2008 viene convocato al Mondiale per club in Giappone: è in questo periodo che giunge notizia della sua pre-selezione in vista del Sudafrica 2010, unico rappresentante cileno tra i 38 arbitri rimasti in lizza;
- nel giugno 2009 viene chiamato all'ultimo momento alla Confederations Cup in Sudafrica, per sostituire il paraguaiano Carlos Amarilla che aveva fallito i test atletici della vigilia a causa di un brutto infortunio (nel 2007, in occasione del Campionato mondiale di calcio Under-17 in Corea, era stato invece lui a dover essere sostituito a causa dell'inefficienza nei test atletici di uno dei guardalinee cileni a cui era stato abbinato);
- nell'ottobre 2009 giunge la convocazione per dirigere al Mondiale Under 17 in Nigeria.
È stato nominato Miglior Arbitro del Cile nel 2008 e nello stesso anno viene anche designato dalla CONMEBOL per una semifinale di Copa Libertadores.
Nei primi mesi del 2009, al termine della partita di qualificazione ai Mondiali Venezuela-Colombia, viene accusato da alcuni giocatori colombiani di presunte frasi razziste pronunciate dall'arbitro cileno nei loro confronti durante l'incontro. Dopo un'indagine condotta dalla CONMEBOL (la Confederazione di calcio Sudamericana), non vengono rilevati riscontri alle accuse e Pozo torna regolarmente ad arbitrare.
Nel febbraio 2010 la FIFA ufficializza la sua convocazione ai mondiali in Sudafrica del 2010.
Giunto in Sudafrica,  viene inizialmente designato per la partita del gruppo C Algeria-Slovenia, in programma domenica 13 giugno, ma in seguito è costretto a rinunciare a causa di un improvviso infortunio. Al suo posto la FIFA designa il guatemalteco Carlos Batres. Successivamente si ristabilisce dall'infortunio ed è designato per una gara della seconda giornata della fase a gironi, ovvero Portogallo-Corea del Nord, partita valida per il gruppo G, e per una gara valida per il gruppo E, ovvero Olanda-Camerun.
Il 31 dicembre 2010 decide di sua volontà di porre fine alla carriera arbitrale, seppur ancora relativamente giovane.